# Bundesstraße 425
Die Bundesstraße 425 (Abkürzung: B 425) war eine Bundesstraße in Bayern im Berchtesgadener Land und führte von der B 305 in Berchtesgaden zum Obersalzberg, wo sie in die B 319 mündete. Heute ist die ehemalige B 425 ein Teil der verlegten B 319.